# Flourensia angustifolia
Flourensia angustifolia là một loài thực vật có hoa trong họ Cúc. Loài này được (DC.) S.F.Blake mô tả khoa học đầu tiên năm 1921.